# 咸宜園

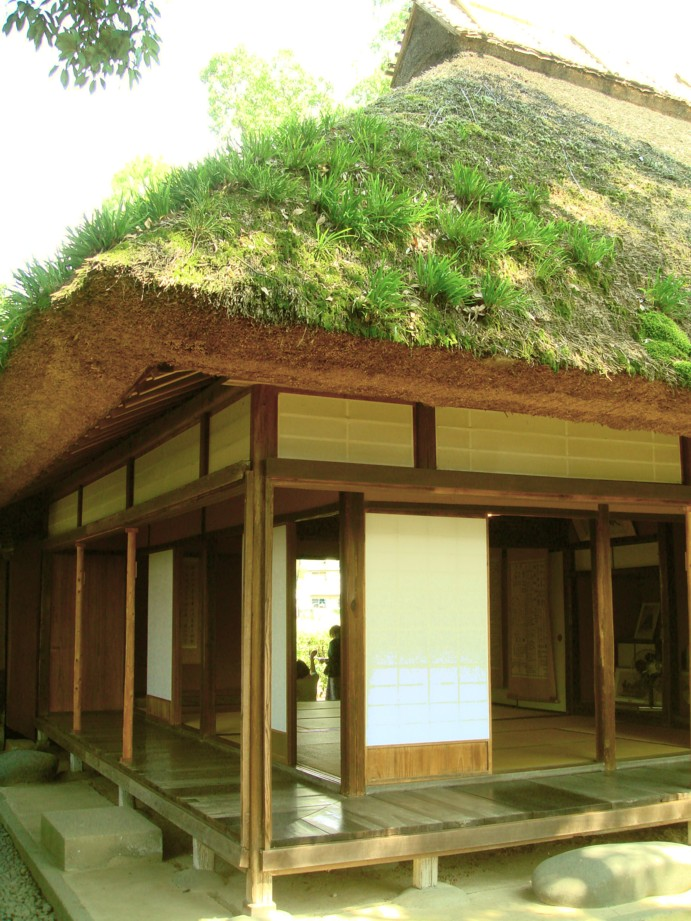
秋風庵の居間と縁

咸宜園（かんぎえん）は、江戸時代の先哲・広瀬淡窓により、幕府領であった豊後国日田郡堀田村（現大分県日田市）に文化2年（1805年）に創立された全寮制の私塾である。「咸宜」とは『詩経』から取られた言葉で、「ことごとくよろし」の意味。塾生の意志や個性を尊重する理念が込められている。

## 概要

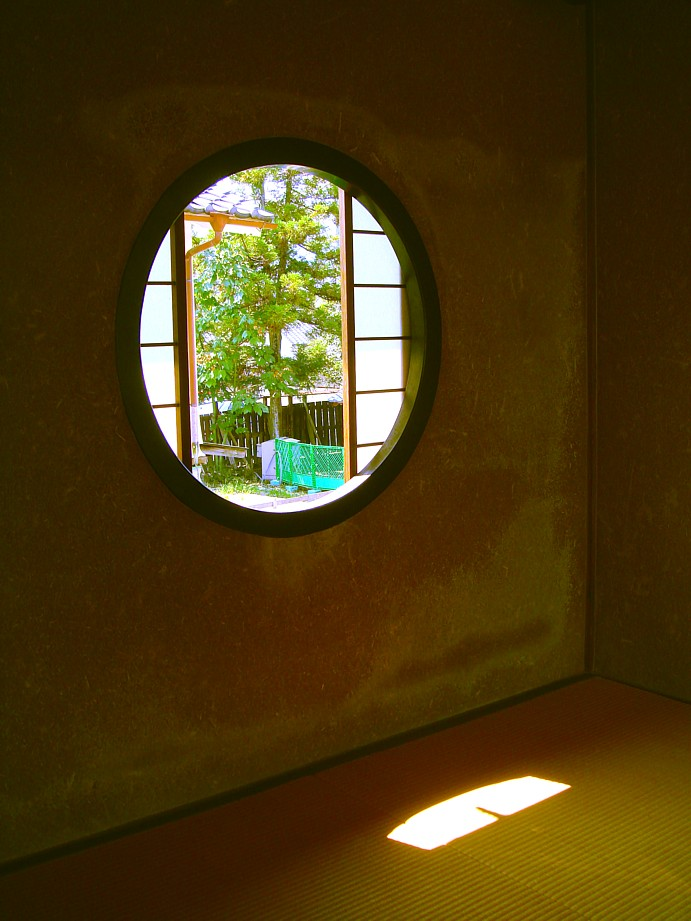
遠思楼2階の丸窓

咸宜園では、入学金を納入して名簿に必要事項を記入すれば、身分を問わず男子はいつでも入塾できた。また、「三奪の法」により、身分・出身・年齢などのバックグラウンドにとらわれず、すべての塾生が平等に学ぶことができるようにされた。
淡窓は、儒学者・漢詩人であったが、咸宜園では四書五経のほかにも、数学や天文学・医学のような様々な学問分野にわたる講義が行われた。毎月試験があり、月旦評（げったんひょう）という成績評価の発表があり、それで入学時には無級だったものが、一級から九級まで成績により上がり下がりした。
塾生は遠方からの者も多かったため、寮も併設された。全国68か国のうち、66か国から学生が集まった。東国からやってきた女の子もあった。桂林荘のときに、この寮生活の厳しさとその楽しさを詠った「桂林荘雑詠 諸生ニ示ス」の4首のうち、主に2首目冬の情景を詠ったもの、いわゆる「休道の詩」は教科書に取り上げられたことがあり、他にも四季それぞれの様子を詠んだ詩がある。休道の詩は、３代目塾主広瀬青邨が賓師を務めた私塾立命館を創始とする立命館大学の寮歌のルーツとも言われている。
咸宜園は、江戸時代の中でも日本最大級の私塾となり、80年間で、ここに学んだ入門者は約4,800人におよんだ。

## 沿革
咸宜園の前身である桂林荘は、文化2年（1805年）に豊後国日田に創立された。当時は照雲山長福寺（豆田町）の学寮を借りて開いていたが、文化4年（1807年）に桂林荘塾舎（桂林園・現在の桂林荘公園）を設置した。この後、淡窓は、文化14年（1817年）には堀田村（現在の大分県日田市淡窓町）に塾を移し、咸宜園とした。咸宜園は、淡窓の死後も、慶応2年（1866年）12月から4か月ほど一時閉鎖されたものの、明治30年（1897年）まで存続した。

## 建物

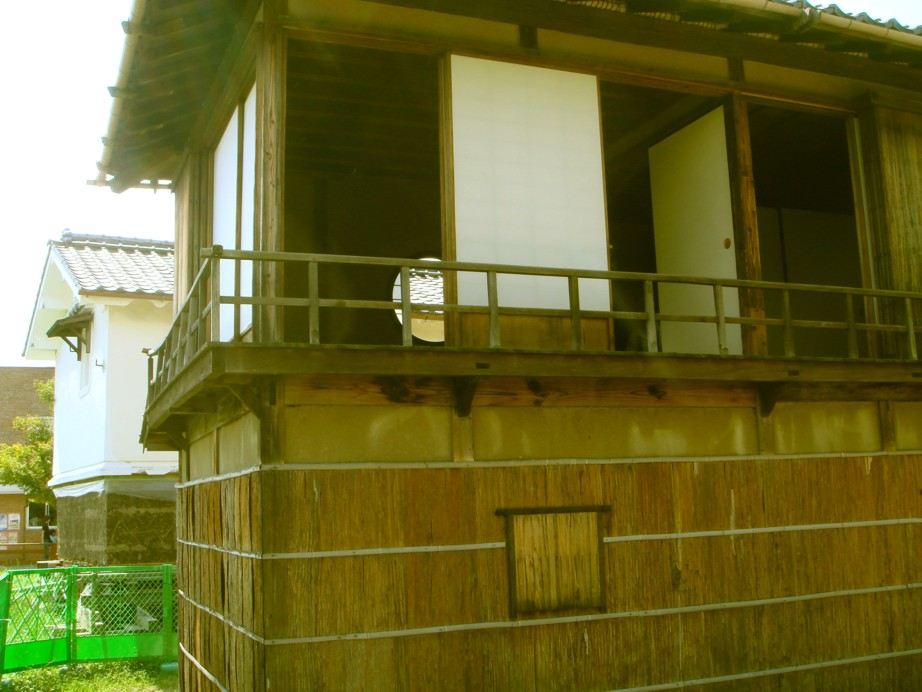
遠思楼北面

咸宜園の建物は、東塾敷地にある秋風庵・遠思楼が現存するが、東塾塾舎は書蔵庫を設置するため明治23年（1890年）に、講堂は淡窓図書館（現在は官公街へ移転）設置のために大正4年（1915年）にそれぞれ撤去され現存しない。道を隔てた西側にあった西塾は明治22年（1889年）から日田郡役所として使用されていたが、その後、井戸を残して撤去され現存しない。
昭和7年（1932年）には咸宜園跡として国の史跡に指定されており、現在、一般公開がされている。また、咸宜園跡はおおいた遺産にも指定されており、平成27年（2015年）4月24日には「近世日本の教育遺産群」のひとつとして日本遺産にも認定されている。
秋風庵
秋風庵（しゅうふうあん）は、天明元年（1781年）に淡窓の伯父に当たる、俳人である廣瀬月化（ひろせげっか）により現在の場所に建てられた。名前は雪中庵蓼太から送られた松尾芭蕉の句よりつけられた。後に淡窓が塾の建物として使用した。
遠思楼
遠思楼（えんしろう）は、文化14年（1817年）に一般の商家に建てられていたもので、嘉永2年（1849年）に現在の位置に移築したものである。1階に書庫があり、2階に書斎があった。明治7年（1874年）には一時、中城町へ移されたが、昭和28年（1954年）に現在の位置に移築復元された。現在の姿は、平成9年（1997年）に解体、修復を受けたものである。

## 関係人物
咸宜園、前身の桂林荘には、以下のような人物が関わっている。歴代塾主は広瀬淡窓をはじめ、弟の広瀬旭荘や、林外、青邨、貞文などが務めた。塾出身者には、高野長英や大村益次郎、清浦奎吾、上野彦馬、長三州、横田国臣、松田道之などがいる。

### 歴代塾主
1. 廣瀬淡窓 文化2年 - 文政13年（1805年 - 1830年）
2. 廣瀬旭荘 文政13年 - 安政2年（1830年 - 1855年）
3. 廣瀬青邨（青村） 安政2年 - 文久3年（1855年 - 1863年）
4. 廣瀬林外 文久3年 - 明治4年（1863年 - 1871年）
5. 唐川即定 明治4年 - 同7年（1871年 - 1874年）
6. 園田鷹城 明治12年 - 同13年（1879年 - 1880年）
7. 村上姑南 明治13年 - 同18年（1880年 - 1885年）公立日田教英中学校に吸収の後、明治18年に閉校。
8. 廣瀬濠田（貞文） 明治19年 - 同21年（1886年 - 1888年）
9. 諫山菽村 明治21年 - 同25年（1888年 - 1892年）
10. 勝屋明浜 明治29年 - 同30年（1896年 - 1897年）

### 主な出身塾生
咸宜園の主な門下生としては、以下のような人物がいる。
- 高野長英 - 蘭学者・蘭医。『戊戌夢物語』で幕政を批判した。
- 岡研介 - 蘭医。シーボルトにも師事。
- 大村益次郎 - 四境戦争で活躍後、戊辰戦争で参謀。戦後、兵部大輔となり日本陸軍の基礎を築く。徴兵制度の発案者という。
- 上野彦馬 - 日本最初期の写真家。「日本写真の開祖」と呼ばれる。
- 中島子玉 - 儒学者。淡窓に「人才此人ヲ以テ第一」と賞賛され、咸宜園の都講（塾頭）となるが師に先立ち早世。墓碑銘は淡窓が書いている。
- 松田道之 - 滋賀県令・東京府知事を歴任、琉球処分で活躍。
- 長三州 - 戊辰戦争に参謀として参加後、文部大丞などを歴任。
- 島惟精 - 岩手・茨城県令などを歴任。
- 中村元雄 - 県令などを歴任後、貴族院議員。
- 倉富胤厚 - 儒学者、教育者、福岡県会議員・議長。
- 大隈言道 - 国学者・歌人
- 帆足杏雨 - 画家。田能村竹田に師事した豊後南画の作家。
- 平野五岳 - 詩・書・画に優れ「鎮西の三絶僧」と呼ばれる。詩を淡窓に、画を田能村竹田に学ぶ。

淡窓没後は以下の通り。
- 横田国臣 - 法律家。慶應義塾に学んだ後、検事総長・大審院長を歴任
- 清浦奎吾 - 政治家。枢密院議長から内閣総理大臣
- 河村豊洲 - 海軍軍医総監。52歳で公職をひき「後進の為進路を開く」と述べた。
- 倉富勇三郎 - 司法、宮内官僚、法制局長官、貴族院勅選議員、枢密院議長。
- 朝吹英二 - 尊皇攘夷活動家。福澤諭吉に学んだのち実業家。三菱・三井の双方で活躍。
- 秋月新太郎 - 東京女子師範学校長・貴族院議員
- 佐々木月樵 - 真宗大谷派僧侶、大谷大学第3代学長

## 主な訪問・視察者
- 1949年（昭和24年）6月9日 - 昭和天皇が行幸（昭和天皇の戦後巡幸）[5]。
- 2005年（平成17年）11月12日 - 小泉純一郎首相（当時）が、「大分県下視察及び世界観光学生サミット出席」に際して、咸宜園を訪れ、淡窓の一族である現大分県知事広瀬勝貞らとともに視察した[6]。